# Renașterea engleză

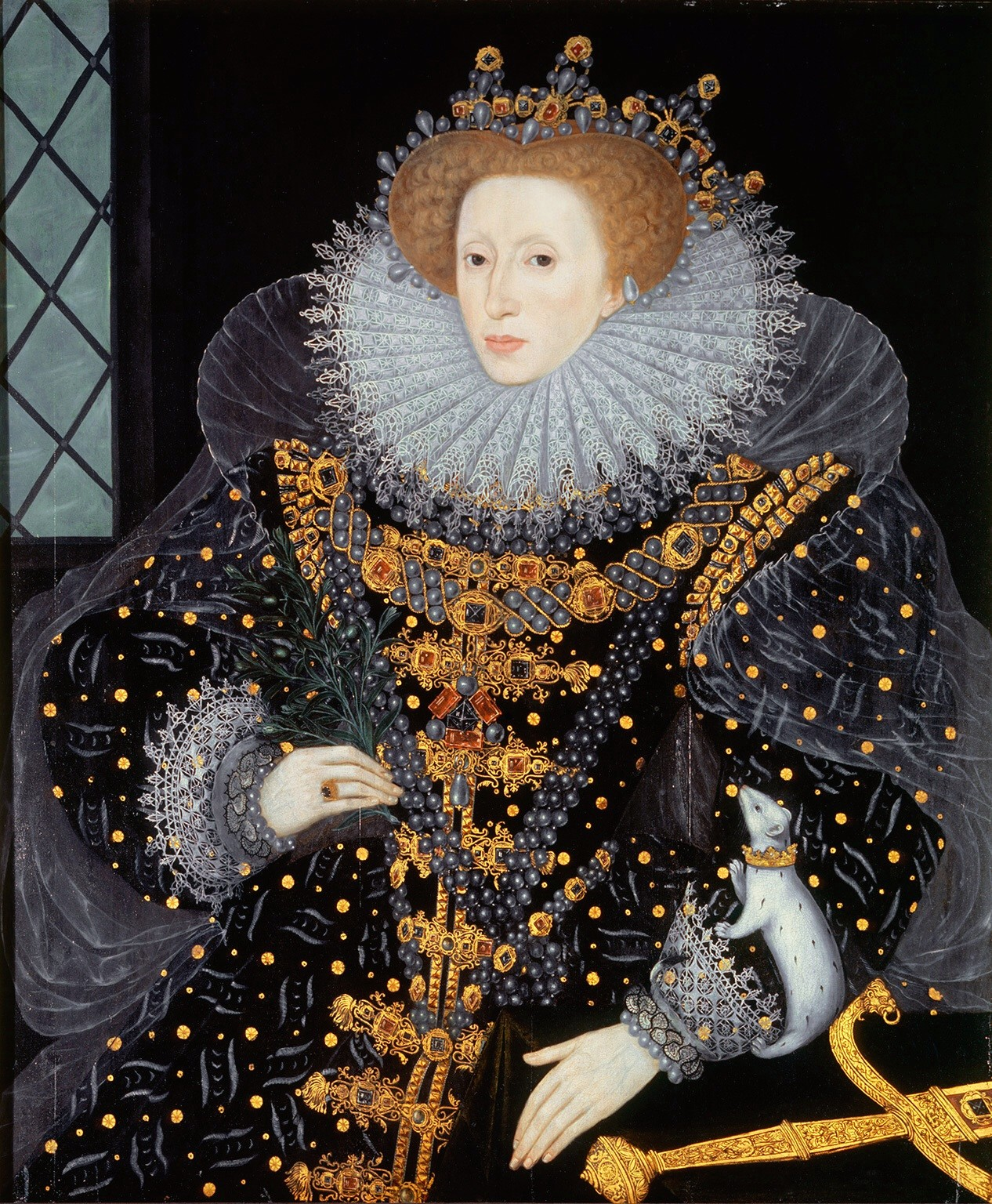
Portretul reginei Elisabeta I a Angliei (1533 - 1603), portret cunoscut ca [The] Ermine Portrait

Renașterea engleză (conform originalului, [The] English Renaissance ) a fost o mișcare culturală și artistică, care a avut loc în Anglia, începând cu începutul secolului al 16-lea până în timpul decenilor de mijloc ale secolului al 17-lea. Renașterea engleză este considerată o mișcare clar asociată (cu o oarecare sensibilă întârziere) cu mișcarea general europeană a Renașterii, ale cărei origini se găsesc în Italia târziului secol al 14-lea.
În Anglia, precum și în restul nordului Europei, „întârzierea” de un secol și mai bine este explicabilă întrucât stilul renașcentin și ideile mișcării generalizate au „penetrat” mai greu și mai încet din varii motive, printre care protestantismul Angliei și al tărilor nordice constituia un element important.
Perioada din istoria Angliei cunoscută ca era (epoca) elisabetană, coincizând cu domnia reginei Elisabeta I și reprezentând cea de-a doua jumătate a secolului al 16-lea, este considerată, în general, ca reprezentând un vârf al Renașterii engleze. Oricum, mulți specialiști în domeniu consideră ca perioadă de început a Renașterii insulare, anii domniei lui Henry al VIII-lea (1509 - 1547), tatăl reginei Elisabeta I și continuator al Dinastiei Tudor.
Renașterea engleză este diferită de Renașterea italiană în diferite moduri. Formele dominante ale Renașterii engleze au fost literatura și muzica. Astfel, în timp ce artele vizuale ale Renașterii italiene au dominat semnificativ perioada respectivă din peninsulă, în Anglia perioadei renascentiste, au avut o importanță sensibil mai redusă. De asemenea, Renașterea engleză a pornit la drum (în cele mai optimiste dintre cazuri) la un secol și câteva decenii în urma celei italiene, pe vremea când întreaga Italie artistică și culturală experimenta deja Renașterea la superlativ, dar și curente artistice ulterioare, precum manierismul și chiar barocul.

## Literatură
Anglia a avut o tradiție puternică a literaturii în limba engleză vernaculară, care a crescut treptat pe măsură ce folosirea în engleză a tipografiei a devenit comună până la mijlocul secolului al XVI-lea. Această tradiție a literaturii scrise în limba engleză vernaculară a început în mare parte odată cu chemarea Reformei protestante de a lăsa oamenii să interpreteze Biblia pentru ei înșiși, în loc să accepte interpretarea Bisericii Catolice.
Discuțiile despre cum să se traducă Biblia, astfel încât să poată fi înțeleasă de laici, dar, în același timp, să facă dreptate „cuvântului lui Dumnezeu,” au devenit controversate, oamenii argumentând cât de multă libertate și-ar putea lua pentru a reda sensul cât mai corect al textului Bibliei, fără a-i sacrifica elocvența și tradiția multiseculară. Dorința de a lăsa oamenii să citească Biblia pentru ei înșiși l-a determinat pe William Tyndale să-și publice propria sa traducere în 1526. Aceasta avea să devină un predecesor al versiunii (King James) (considerată ulterior cea „standard”) a Bibliei și să facă ca influența lucrărilor sale, asupra limba engleze vernaculare, să contribuie mai mult la literatura engleză decât chiar Shakespeare.
Un alt susținător timpuriu al literaturii, în limba engleză vernaculară, a fost Roger Ascham, care a fost tutorele prințesei Elisabeta în timpul adolescenței acesteia și, în vremurile contemporane, este adesea numit „părintele prozei engleze”. El a propus că vorbirea este cel mai mare dar pentru om de la Dumnezeu și considera că a vorbi sau a scrie prost era un afront.
Se spune adesea că vârful dramei și teatrului englezesc este Era Elizabethană; o epocă de aur în istoria Angliei, în care artele, drama și munca creativă au înflorit. Piesele de morală au apărut ca o formă dramatică distinctă în jurul anilor 1400 și au înflorit la începutul Epocii Elizabethane în Anglia. Pe vremea literaturii elizabethane, o cultură literară viguroasă, atât în teatru, cât și în poezie, includea poeți precum Edmund Spenser, al cărui vers epic „The Faerie Queene” a avut o influență puternică asupra literaturii engleze, dar a fost în cele din urmă umbrită de versurile lui William Shakespeare, Thomas Wyatt și alții de „calibrul” acestora.

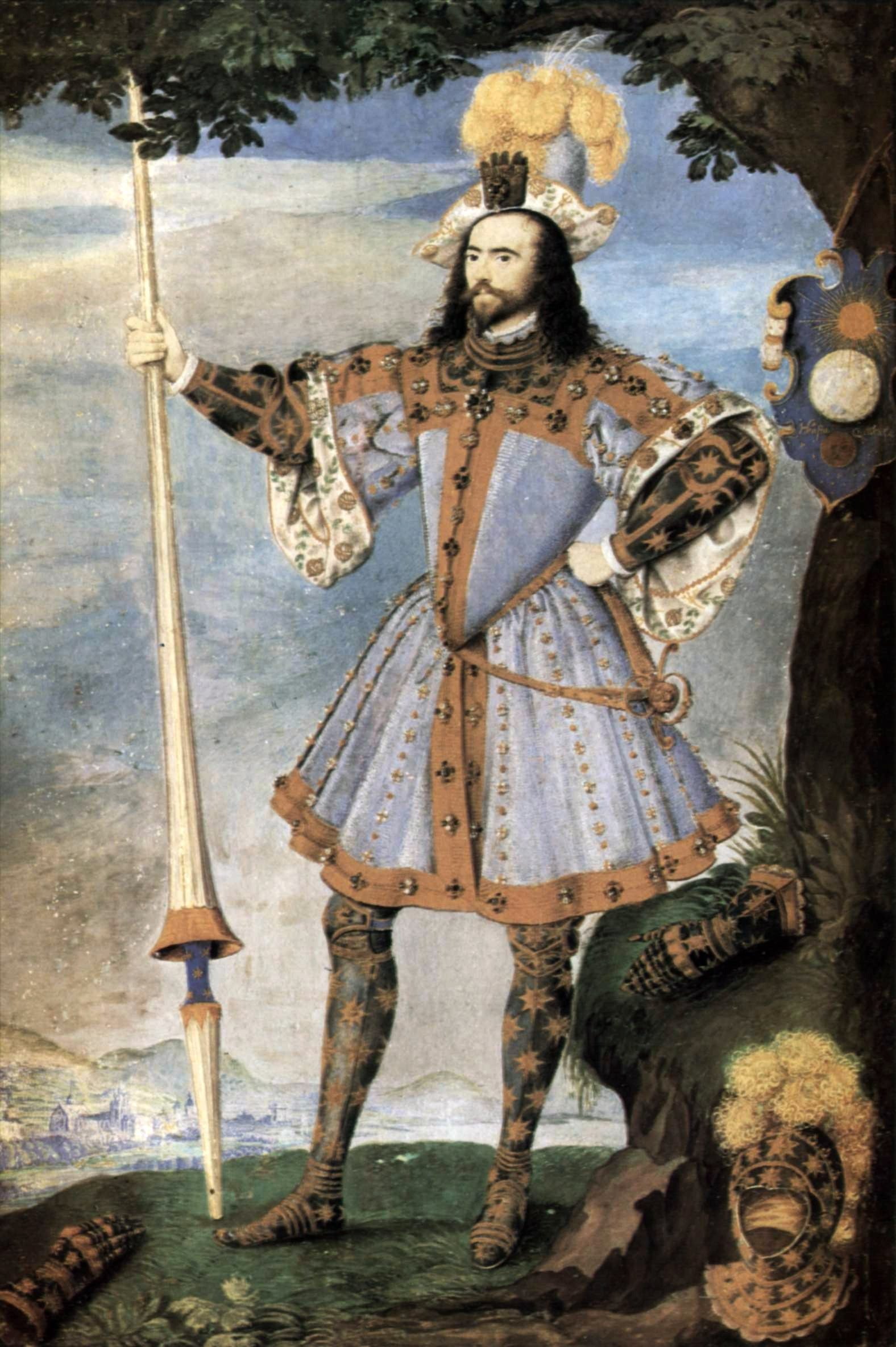
Miniatură „uriașă” al lui George Clifford, realizată în 1590, de Nicholas Hilliard, după numirea sa în funcția de Queen's Champion.

În mod obișnuit, lucrările acestor dramaturgi și poeți au circulat sub formă de manuscris cu ceva timp înainte de a fi publicate și, mai ales, piesele din perioada cunoscută ca teatrul Renașterii engleze au fost moștenirea remarcabilă a perioadei. Lucrările din această perioadă sunt, de asemenea, afectate de „declarația de independență” a lui Henric al VIII-lea față de Biserica Catolică și de progresele tehnologice în navigație și cartografie, care se reflectă în temele în general nereligioase și cu referire la diverse aventuri de naufragiu, adesea întâlnite în piesele lui Shakespeare.

## Arte vizuale
Artiștii vizuali din Anglia au manifestat un interes scăzut în a produce artefacte ale artelor vizuale în stil renascentist. De fapt, acei artiști ai Casei Tudor erau, de fapt, mai ales artiști vizuali importați, chiar până la sfârșitul perioadei Renașterii engleze. Remarcabil, printre aceștia, se număra Hans Holbein cel Tânăr, care a trăit mare parte a vieții sale artistice în Anglia dinastiei Tudor.
Reforma engleză a produs un program uriaș de iconoclasm, care a distrus aproape toată arta religioasă medievală fiind aproape să stopeze priceperea și dorința reală de a picta în Anglia. Acesta este unul din motivele principale pentru care arta engleză de șevalet urma să fie dominată de pictura portretului, iar mai târziu de arta peisajului, pentru secolele următoare.
Invenția engleză semnificativă a perioadei a fost miniatura portretului, care, în esență, a preluat tehnicile artei muribunde ale manuscrisului iluminat și le-a transferat în portrete mici purtate în medalion. Deși forma a fost dezvoltată în Anglia de artiști străini, în mare parte flamanzi, precum Lucas Horenbout, fondatorul oarecum nedistins al tradiției, a fost mai apoi continuată de către nativii insulelor britanice de la sfârșitul secolului al XVI-lea, cum ar fi Nicolas Hilliard și Isaac Oliver, care au produs cele mai bune lucrări, chiar dacă cei mai buni producători de portrete mai mari în ulei erau încă străini. Miniatura portretului, ca „un bun de export englezesc,” se răspândise în toată Europa până în secolul al XVIII-lea.

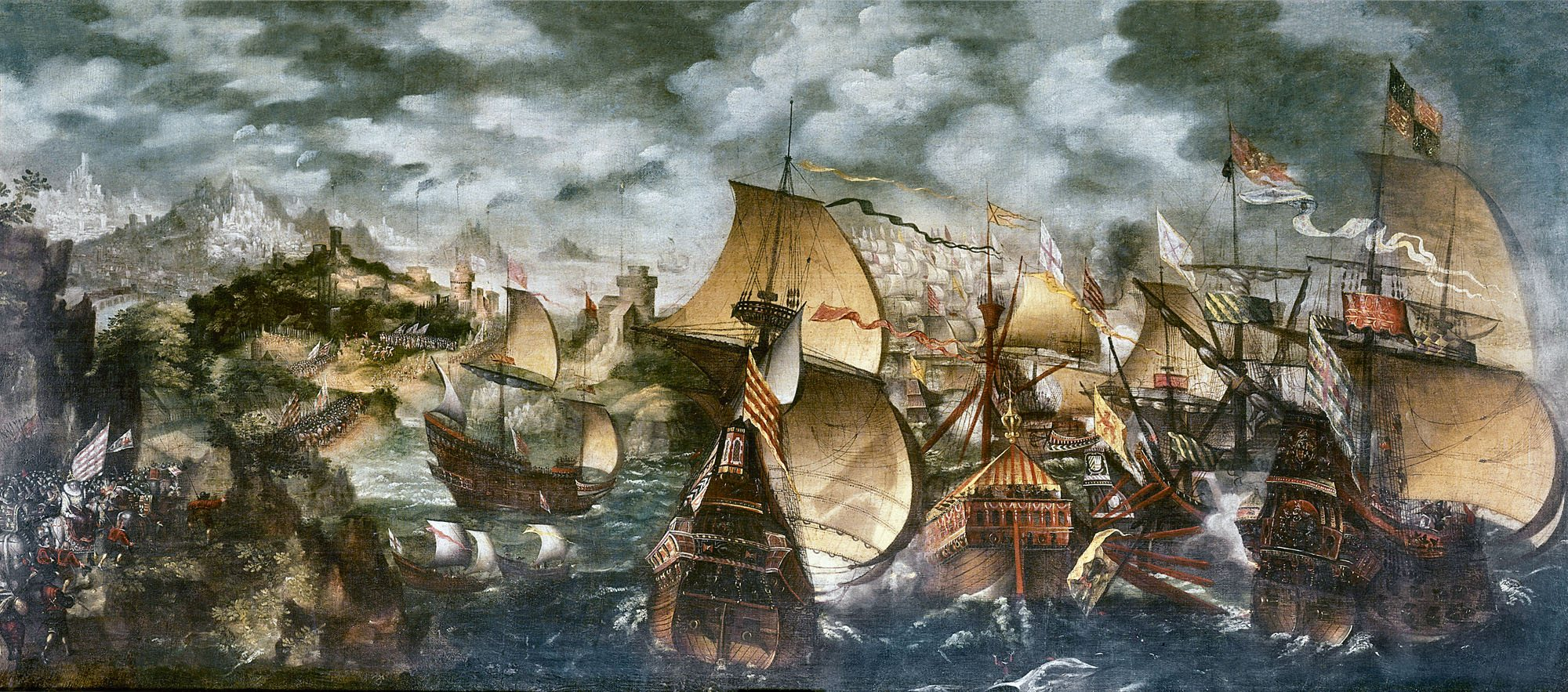
Elisabeta I și Invincibila Armada — Elizabeth I and the Spanish Armada — Pictura, care este uneori atribuită lui Nicholas Hilliard, este una alegorică și stilizată conținând câteva elemente cheie ale „Povestirii Armadei - farurile de alarmă, regina Elisabeta la Tilbury și bătălia pe mare de la Gravelines.

Portretistica reginei Elisabetei I a fost atent controlată și dezvoltată într-un stil iconic elaborat și complet nerealist, care a reușit să creeze imagini de durată. Numeroasele portrete ale Reginei Fecioare au determinat evoluția portretelor regale engleze până în perioada modernă timpurie. Chiar și cele mai vechi portrete ale reginei Elizabeth I conțin obiecte simbolice, cum ar fi trandafiri și cărți de rugăciuni, care trebuie să fi avut sens pentru privitorii / spectatorii vremii ei.
Portretele ulterioare ale Elisabetei acoperă iconografia imperiului englez (pe urmă, britanic, global), așa cum sunt: globul pământesc, coroane, sabia și coloanele, precum și reprezentări ale virginității și purității - cum ar fi Luna și perlele - cu aluzii clasice pentru a prezenta „povestea” complexă care a transmis-o era elisabetană tuturora, măreția și semnificația Reginei lor Fecioare. Celebrul Portret al Armadei este un tablou alegoric care o înfățișează pe regină înconjurată de simboluri ale imperiului pe un fundal reprezentând înfrângerea Armadei spaniole în 1588. 

## Muzică
Muzica renascentistă engleză a păstrat legătura cu evoluțiile continentale mult mai mult decât o făcuseră artele vizuale, reușind să supraviețuiască Reformei cu relativ succes, deși William Byrd (circa 1539/40) sau 1543 – 1623) și alte figuri importante erau catolici și nu reformați. Madrigalul elizabetan a fost diferit de tradiția italiană, dar legat de aceasta. Thomas Tallis, (circa 1505 – 1585), Thomas Morley (1557 sau 1558 – 1602)) și John Dowland (1563 – 1626) au fost alți compozitori englezi de seamă ai timpului.
Compozitorii importanți din epoca Renașterii timpurii engleze au scris muzica lor, de asemenea, într-un stil medieval târziu și, ca atare, sunt considerați a fi figuri de tranziție. Leonel Power (cica 1370 sau 1380–1445) a fost un compozitor englez al epocii muzicale târzii medievale și timpurie a Renașterii. Alături de John Dunstaple, el a fost una dintre figurile majore ale muzicii engleze de la începutul secolului al XV-lea.
Power este compozitorul cel mai bine reprezentat în Manuscrisul Old Hall (Manuscrisul din Vechea Sală). Power a fost unul dintre primii compozitori care au stabilit mișcări separate ale „obișnuitului” mesei, care au fost unificate tematic și destinate interpretării continue. Manuscrisul din Vechea Sală conține mesa sa bazată pe antifonul marian, Alma Redemptoris Mater, în care antifonul este enunțat literalmente la vocea de tenor, în fiecare mișcare, fără alte ornamente melodice. Acesta este singurul cadru ciclic al mesei obișnuite care i se poate atribui. Power a scris cicluri de mesă, fragmente și mișcări individuale, precum și o mare varietate de alte lucrări sacre.
John Dunstaple (sau Dunstable) (circa 1390 – 1453) a fost un compozitor englez de muzică polifonică a epocii muzicii medievale târzii și, totodată, a perioadelor timpurii ale Renașterii. A fost unul dintre cei mai faimoși compozitori activi la începutul secolului al XV-lea, aproape contemporan cu Power și a avut o mare influență, nu numai în Anglia, ci și pe continent, în special în stilul în curs de dezvoltare al Școlii Burgunde. Influența lui Dunstaple asupra vocabularului muzical al continentului a fost enormă, în special ținând cont de puținitatea relativă a lucrărilor sale certe (atribuibile). El a fost recunoscut pentru că poseda ceva nemaiauzit până acum în muzica Școlii Burgunde — la contenance angloise („chipul englezesc”) — un termen folosit de poetul Martin le Franc în „Le Champion des Dames.”
Producțiile colosale policorale ale Școlii muzicale venețiane au fost anticipate în lucrările lui Thomas Tallis, iar stilul Palestrina din Școala romană (adică de la Roma) fusese deja absorbit înainte de publicarea lucrării „Musica transalpina”, în muzica unor maeștri precum William Byrd.

## Arhitectură
În ciuda existenței unor clădiri construite în stil parțial renascentist din timpul domniei lui Henric al VIII-lea (1491 – 1547), în special Palatul Hampton Court (început în 1515), dispărutul Palatul Nonsuch, dar încă existentele Sutton Place și Layer Marney Tower, abia după arhitectura elizabetană, de la sfârșitul secolului, a apărut un adevărat stil renascentist. Comerțul cu lână, care a condus viața economică a Angliei în perioada medievală târzie, nu a mai fost la fel de prosper precum fusese și a existat mai puțină bogăție disponibilă pentru proiectele de arhitectură.
Sub Elisabeta, agricultura a fost încurajată, rezultând o redresare care a pus o mare cantitate de bogăție în mâinile unui număr mare de oameni. Elizabeth nu a construit palate noi, în schimb și-a încurajat curtenii să construiască extravagant și să o găzduiască pe parcursul verii. Au fost construite un număr mare de case mici și, în același timp, au fost construite multe conace de țară. Multe dintre conacele medievale anterioare epocii Tudor au fost remodelate și modernizate în timpul domniei Elisabetei. Clădirile civice și instituționale deveneau tot mai comune.
Cele mai faimoase clădiri, de tipul numit casa minune (prodigy houses), sunt „casele mari-spectacol” construite pentru curteni și caracterizate prin folosirea generoasă a sticlei, ca la Hardwick Hall, ... [unde] „este mai multă sticlă decât zid,” sau la Wollaton Hall și Hatfield House și Burghley House, stilul continuând până la începutul secolului al XVII-lea, înainte de a se dezvolta în arhitectura iacobeană.
Case mai mici decât acelea, dar încă destul de mari, cum ar fi Little Moreton Hall, au continuat să fie construite și extinse în stiluri esențial medievale, jumătate de lemn, jumătate de zid (half-timbered), până la sfârșitul secolului al XVI-lea. Arhitectura bisericească a continuat în esență în stilul numit Perpendicular Gotic medieval târziu, până la Reformă, pentru ca apoi să se oprească aproape complet, deși monumente din interiorul bisericilor, paravanele și alte accesorii aveau adesea stiluri clasice de pe la jumătatea secolului. Puținele clădiri bisericești noi post-reformă (post-Reformation) erau de obicei încă în stil gotic, precum în Langley Chapel din 1601.
De asemenea, în această perioadă galeria lungă (long gallery) a devenit populară în conacele englezești, prezentând adesea colecții de picturi și tavane decorate. Se pare că acesta a fost folosit în principal pentru a avea acces la o gamă din ce în ce mai mare de saloane și camere de retragere, care completau camera de zi principală pentru familie, camera mare. Des folosita sală mare era acum folosită, în cea mai mare parte, de către servitori și ca un punct impresionant de intrare în casă.

## Scriitori importanți aiRenașterii engleze
Importante voci literare ale epocii includ următorii:
- Francis Bacon
- Francis Beaumont
- Thomas Campion
- George Chapman
- Francis Hubert
- Thomas Dekker
- John Donne
- John Fletcher
- John Ford
- John Milton
- Ben Jonson
- Thomas Kyd
- Christopher Marlowe
- Philip Massinger
- Thomas Middleton
- Thomas More
- Thomas Nashe
- William Rowley
- William Shakespeare
- James Shirley
- Philip Sidney
- Edmund Spenser
- William Tyndale
- John Webster
- Thomas Wyatt